# Île de Disko
L'île de Disko (en groenlandais Qeqertarsuaq, littéralement « Grande île », en danois Diskoøen), est une île du Danemark située dans le détroit de Davis, près de l'île principale du Groenland. Elle appartient à la municipalité de Qeqertalik.

## Géographie
Avec une superficie totale de 8 575 km2, elle est la deuxième île la plus vaste de l'archipel groenlandais et une des cent plus grandes îles du monde. Elle est d'une taille comparable à la Corse. Qeqertarsuaq est la plus grande localité. Elle est séparée de la  terre principale groenlandaise par le détroit de Sullorsuaq.

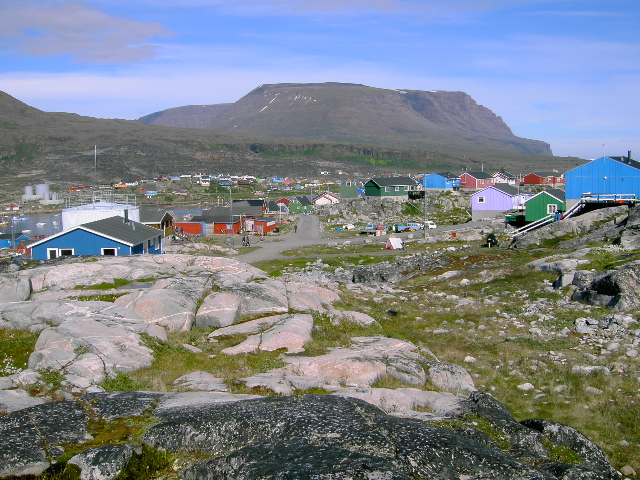
Vue de Qeqertarsuaq, la plus grande localité de l'île.

## Pour approfondir